# Bassem Srarfi
Bassem Srarfi (* 25. června 1997) je tuniský fotbalista, který hraje jako záložník v týmu SV Zulte-Waregem a v tuniském národním týmu. 

## Klubová kariéra
Srarfi začal v mládežnických řadách tuniských klubů Stade Tunisien a Club Africain, poté debutoval s prvním týmem 20. listopadu 2015 v tuniské lize Professionnelle 1 proti EGS Gafsa.  O tři hry později, Srarfi vstřelil svůj první profesionální gól do sítě Hammam-Lif.

### OGC Nice
1. února 2017 se připojil k celku Nice hrající francouzskou Ligue 1 .  V barvách Nice Debutoval 24. února v zápase Ligue 1 proti Montpellier .   Také hrával za rezervu Nice v Championnat National 2 . Jeho první gól ve francouzském fotbalu vstřelil v barvách B-týmu Nice proti Stade Montois 28. října.
29. listopadu 2017 vstřelil svůj první gól za A-tým Nice v Ligue 1 a pomohl týmu vyhrát 2: 1 proti Toulouse. 

### SV Zulte Waregem
25. ledna 2020 opustil OGC Nice a připojil se k belgickému týmu SV Zulte Waregem, který hraje nejvyšší soutěž Jupiler League. S týmem podepsal smlouvu až do června 2023.

## Mezinárodní kariéra
Srarfi byl poprvé povolán do národního týmu Tuniska v srpnu 2017, přičemž ho Nabil Maâloul vybral do sestavy pro kvalifikaci na FIFA mistrovství světa 2018 proti DR Kongo .  V obou zápasech byl nevyužitým náhradníkem.  Srarfi debutoval za Tunisko v přátelském vítězství nad IÍánem 1–0 dne 23. března 2018.  V následujícím květnu byl jmenován do Tuniského předběžného týmu pro FIFA mistrovství světa 2018 .  Ve hře světového poháru debutoval 28. června, když Tunisko vyhrálo nad Panama . Srarfi se dostal do družstao Alaina Giresseho pro Africký pohár národů v roce 2019 . 